# Nominální měnový kurz
Nominální měnový kurz (též: nominální směnný kurz, nominální kurz) je relativní poměr hodnoty měn dvou států; kurz, ve kterém je možné směnit měnu jednoho státu na měnu jiného státu. Dělení a další podrobnosti viz v článku měnový kurz.